# Sant Hilari Vell
Sant Hilari Vell és una masia del municipi d'Artés (Bages) inclosa en l'Inventari del Patrimoni Arquitectònic de Catalunya.

## Descripció
És una construcció Civil, una masia de planta basilical, gairebé quadrada, coberta a doble vessant i amb el carener paral·lel a la façana principal, orientada a llevant. Aquesta façana principal està tancada per un cos edificat modernament construït perpendicularment a l'eix de la masia; la façana de llevant i aquest nou agregat són arrebossats. La resta de la masia conserva la pedra vista. Un cos de galeria d'arcs de mig punt adovellats i sostinguts per columnes poligonals ocupa tot el perímetre de les façanes de llevant i de tramuntana.

## Història
La Masia de Sant Hilari vell és una de les més antigues del terme municipal d'Artés; en el Fogatge de l'any 1553 s'esmenta ja a "Salvedor St. Eulari" com un dels habitants del terme parroquial de Sta. Maria d'Artés i del Sector d'Horta, dominis del bisbe de Vic.